# Eduard Devrient
Pour les articles homonymes, voir Devrient.
Œuvres principales
Hans Heiling
Répertoire
Passion selon saint Matthieu
Philipp Eduard Devrient (né le 11 août 1801 à Berlin, mort le 4 octobre 1877 à Karlsruhe) est un acteur, directeur de théâtre et chanteur d'opéra allemand.

## Biographie
Eduard Devrient était le fils de l'homme d'affaires Tobias Philipp De Vrient et de son épouse Marie Charlotte Prittschow ; les acteurs Carl Devrient (de) et Gustav Emil Devrient sont ses frères.
Devrient suit une formation commerciale, mais l'arrête en 1819. Attiré par la renommée théâtrale de son oncle Ludwig Devrient, il se tourne malgré la protestation violente des parents vers le métier d'acteur. Formé au chant et à la basse chiffrée par le musicien Carl Friedrich Zelter, Devrient a en 1819 un rôle majeur de Tod Jesu de Carl Heinrich Graun à l'académie de chant de Berlin et fait ses débuts en tant que basse à l'Opéra Royal à Berlin, dont il fait partie de 1819 à 1831. Devrient devient soudainement célèbre quand, le 11 mars 1829, à Berlin, il interprète la Passion selon saint Matthieu de Johann Sebastian Bach dirigée par Felix Mendelssohn.
En 1824, Devrient épouse Thérèse, une fille de l'homme d'affaires Simon Schlesinger ; avec elle il a une fille et quatre fils, dont le dramaturge Otto Devrient (de).
Après une maladie grave, qui lui coûte sa voix de chanteur en raison du surmenage, Devrient met fin en 1831 à sa carrière de chanteur. Il devient acteur et entre en 1844 au Hoftheater de Dresde, où il travaillé jusqu'en 1852 en tant que successeur de Ludwig Tieck. Devrient établit les règles du costume historique encore partiellement observés au théâtre aujourd'hui. La pratique courante aujourd'hui des répétitions de théâtre (de la lecture à la répétition générale) remonte aussi en grande partie à Devrient.
Pendant ce temps, Devrient commence à écrire ses propres pièces pour son théâtre ; en outre, il travaille avec des collègues, y compris Richard Wagner, alors directeur musical du théâtre de Dresde. Le livret de l'opéra Hans Heiling de Heinrich Marschner vient de la plume de Devrient, il chante également le rôle-titre à la première de Berlin le 24 mai 1833. À l'instar du Conservatoire de Paris, Devrient souhaite mettre en place un centre de formation pour les acteurs en Allemagne en reprenant les théories de Wolfgang Heribert von Dalberg et de Conrad Ekhof (de).
À l'automne 1852, Devrient devient directeur du Hoftheater de Karlsruhe, où il est plus tard nommé directeur général. Il entreprend à la fois à sa reconstruction et met en œuvre ses théories et ses pièces.
Après avoir célébré son 50e anniversaire de carrière en 1869, il démissionne l'année suivante pour des raisons de santé.
Il est enterré au cimetière principal de Karlsruhe.

## Source de la traduction
- (de) Cet article est partiellement ou en totalité issu de l’article de Wikipédia en allemand intitulé « Eduard Devrient » (voir la liste des auteurs).